# Абецедарий
Абецеда́рий, или абецена́рий (лат. abecedarium, abecenarium) — надпись или текст, содержащий только буквы и слоги и потому служащий важным источником относительно состава алфавита и порядка букв. В странах, использующих латиницу, абецедарием может называться алфавит вообще, а также букварь.

## Кириллица и глаголица
В палеославистике «абецедарий» — славянский алфавит (глаголица либо кириллица), помещённый в иноязычной рукописи (ксенографические абецедарии) и снабжённый названиями букв. Старейшие абецедарии служат источником реконструкции первоначального глаголического алфавита.
Известно не менее 17 славянских абецедариев с названиями букв, из которых особо значительны:
1. Парижский (XI век), Abecedarium bulgaricum, ныне известный только в копии (круглая глаголица, буквы названы латиницей).
2. Синайский (XII век) на полях Псалтири (с греческой и латинской транслитерациями).
3. Мюнхенский или Ягича (XII—XIII века) на последней странице творений монахини Хротсвиты (глаголица и кириллица с латинскими названиями, опубликован ещё в 1501 году).
4. Бамбергский (начала XIII века), где славянские азбуки дают вместе с другими «экзотическими» алфавитами.
5. Стокгольмский, взятый в трофей шведами из Чехии в Тридцатилетнюю войну, представляющий хорватскую глаголицу и кириллицу.

Реже «абецедариями» называют древние азбуки, выписанные на стенах церквей, на полях рукописей и цер, в берестяных грамотах, где названия букв не указаны.

## Азбучный акростих
«Абецедарием» также называют определённую форму средневековой поэзии, вид акростиха, в котором первые буквы каждой строфы (или даже каждого стиха) следуют в порядке алфавита; применяют как в религиозной («Гимны», «Азбучная молитва»), так и в светской дидактической поэзии (например, ABC des femmes, начало XIV века).
В славянской традиции к абецедариям относят болгарскую азбучную молитву X века и акростихи, написанные в подражание ей в разных славянских странах.

## Галерея
- Угаритская табличка KTU 5.4 с абецедарием
- Древнегреческий абецедарий на килике из Беотии
- Табличка из Марсильяны с этрусским алфавитом
- Страница рукописи Матенадаран МС 7117 — начало единственного известного агванского абецедария